# Notothenia rossii
Notothenia rossii är en fiskart som beskrevs av Richardson, 1844. Notothenia rossii ingår i släktet Notothenia och familjen Nototheniidae. Inga underarter finns listade i Catalogue of Life.